# ウエストゲート駅
ウエストゲート駅（Westgate）はラスベガスモノレールの駅である。この駅は島式プラットホームであり、ウエストゲート・ラスベガスに位置している。ウエストゲート駅はウエストゲート・ラスベガスのメイン・エントランスに近接しており、同ホテルの正面にあるスペースクエスト・カジノを通って到達できる。この駅はラスベガスのモノレール駅で唯一ホテル（LVHラスベガス・ホテル&カジノ）の正面にある駅である。また、この駅は他のどの駅よりもホテルとの距離が短い。
当初は接続するホテルの名から、ラスベガス・ヒルトン駅（Las Vegas Hilton）という名称であったが、2012年はじめにホテルの名称がLVHラスベガス・ホテル&カジノと改称されたことを受けて、駅名も変更された。また、2014年7月1日にLVHラスベガス・ホテル&カジノの名称がウエストゲート・ラスベガスに改称されたことを受け、現在の駅名に変更された。

## 近隣のホテル
- サーカス・サーカス
- リヴィエラ
- Turnberry Place (Stirling Club)
- Marriott Suites

## 近隣のアトラクション
Circus Circus:
- Adventuredome Theme Park
- Circus Acts

Las Vegas Hilton:
- Superbook - スポーツ、レース賭博
- ラスベガス・コンベンションセンター
- エルヴィス・プレスリーの銅像